# Willen Dick
Willen Dick (ur. 10 września 1897 w Vejprtach, zm. 1980 w Wermelskirchen) – niemiecki i czechosłowacki skoczek narciarski i kombinator norweski, dwukrotny medalista mistrzostw świata.

## Życiorys
Etnicznie Dick był Niemcem, ale teren, na którym mieszkał po I wojnie światowej znalazł się w Czechosłowacji. Dick był synem malarza Wenzela Dicka i jego żony, Marii, córki cieśli.
W 1925 jako reprezentant Czechosłowacji wziął udział w pierwszych w historii mistrzostwach świata w narciarstwie klasycznym w Johannesbadzie (Jańskich Łaźniach). Zdobył tam złoty medal w konkursie skoków narciarskich. Ponadto startował też na MŚ w Lahti (1926), jednak jako reprezentant Niemiec. Jego miejsce z tych mistrzostw jest jednak nieznane (był poza pierwszą dwudziestką).
Rok później, znów w barwach Czechosłowacji został srebrnym medalistą w skokach narciarskich na mistrzostwach świata w Cortina d’Ampezzo (1927) po skokach na odległość 50 i 48,5 metrów..
Dick startował jeszcze raz na MŚ: na mistrzostwach w 1931 zajął ósme miejsce.
Był też kombinatorem norweskim. W 1926 roku zajął 21. miejsce na mistrzostwach świata (jako reprezentant Niemiec).
Po wypędzeniu Niemców z Czechosłowacji przeniósł się do Garmisch-Partenkirchen, a następnie w 1952 przeprowadził się do Wermelskirchen.